# 輸血相關移植物抗宿主疾病
輸血相關移植物抗宿主疾病（TA-GvHD）是一種罕見的輸血併發症，其原因為捐血者之T淋巴球誘發免疫反應而攻擊受血者之淋巴組織。 一般而言，捐血者之淋巴球會被受血者的免疫系統視為外來物而摧毀之。然而，在某些情況下，如：受血者免疫機能不全(先天免疫缺陷、後天免疫缺陷、罹患惡性腫瘤等)，或者當捐血者之人類白血球抗原基因為純合子(homozygous)，而受血者為雜合子(heterozygous) (可發生於捐血者為受血者之1等血親時)，此時，受血者之免疫系统無法摧毁捐血者之淋巴球，這可能導致輸血相關移植物抗宿主疾病。

## 流行病學與病理機轉
TA-GvHD在免疫機能不全患者接受輸血之發生率約為0.1-1.0%，而死亡率約為80-90%。其死亡率比因骨髓移植所導致的GVHD高，這是因為移植骨髓中的淋巴細胞是源自於捐贈者，因此並不會受到免疫反應的直接攻擊。
TA-GvHD最常見的死亡原因是感染及出血(次發於全血球低下與肝功能障礙)。

## 症狀及診斷

### 臨床症狀
其臨床表現與其他原因(如：骨髓移植)所導致之GvHD相同。 TA-GvHD症狀可出現於輸血後4~30天。典型症狀包括：
- 發燒
- 红斑與斑丘疹，可進展至全身性红皮病
- 毒性表皮溶解症

其他症狀包括咳嗽、腹痛、嘔吐和大量腹瀉(8 公升/天)。

### 實驗室檢查
實驗室檢查可發現全血球低下，肝臟酵素異常和電解質失衡(當腹瀉發生時)。

### 診斷
TA-GvHD可藉由皮膚病灶切片初步診斷之，並藉由分析血液循環中淋巴球之人類白血球抗原來確診。透過這個分析，可辨別血液循環中淋巴球之人類白血球抗原，與受血者組織細胞的抗原不同，以確診之。

## 治療與預防
治療：目前没有已證明有效的治療方式，僅能給予支持性治療。
預防：輸血前針對含有淋巴球之血品進行伽馬照射，當有下述情形時，應於輸血前執行之：
- 受血者之免疫機能不全。
- 近親捐血。
- 人類白血球抗原匹配之血小板輸血。

另一個預防方式是使用第三或第四代的白血球過濾器，但其功效上無可供參考之文獻記載。